# Mountain View, Kalifornien

Santa Clara Countys placering i Kalifornien till vänster, Mountain Views placering i Santa Clara County till höger.

Mountain View är en stad som ligger i Santa Clara County i Kalifornien, USA. Staden har fått sitt namn från Santa Cruz Mountains. År 2006 hade staden en befolkning på 70 708 invånare. Internetföretaget Google har sitt huvudkontor i staden.
Stadens vänorter är Iwata i Japan och Hasselt i Belgien.

## Geografi
- Mountain View ligger i norra änden av State Route 85, där den möter U.S. Route 101. Den historiska Route El Camino Real går också igenom Mountain View.
- Mountain View gränsar i nordväst till Palo Alto, i sydväst till Los Altos, i sydost till Sunnyvale, och i nordost till San Franciscobukten.

### Fotnoter
1. ↑  ”2010 Census Gazetteer Files”. US Census Bureau. Arkiverad från originalet den 14 juli 2012. https://www.webcitation.org/699nOulzi?url=http://www.census.gov/geo/www/gazetteer/files/Gaz_places_national.txt. Läst 14 juli 2012.
2. ↑  ”Mountain View (city), California” (på engelska). State & County Quickfacts. U.S. Census Bureau,. Arkiverad från originalet den 24 augusti 2012. https://www.webcitation.org/6AA1QacCN?url=http://quickfacts.census.gov/qfd/states/06/0649670.html. Läst 24 augusti 2012.
3. ↑  ”2010 ZIP Code Tabulation Area (ZCTA) Relationship Files”. U.S. Census Bureau. 19 mars 2010. Arkiverad från originalet den 25 augusti 2012. https://www.webcitation.org/6ABdwXxbq?url=http://www.census.gov/geo/www/2010census/zcta_rel/zcta_place_rel_10.txt. Läst 25 augusti 2012.